# William Hammar

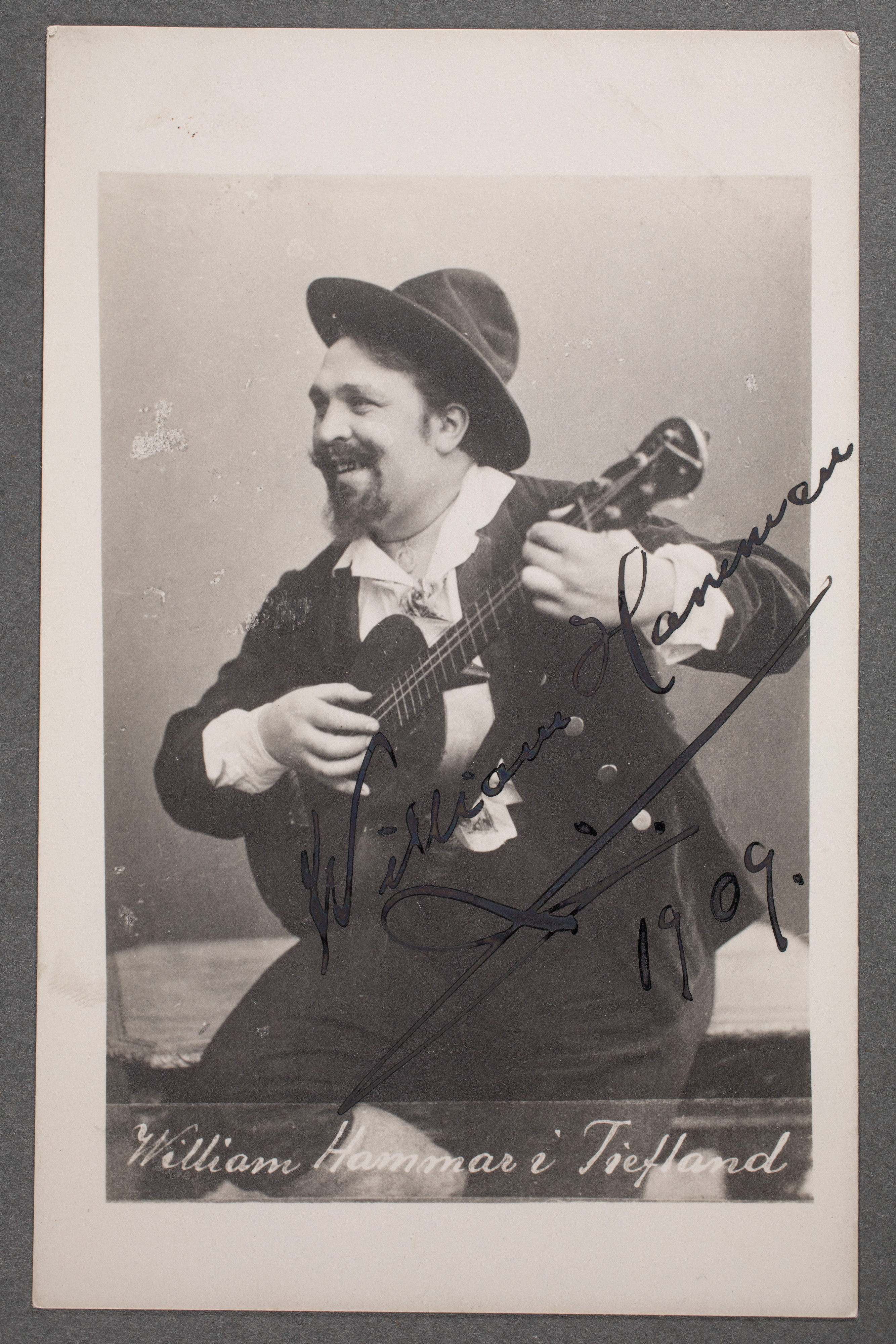
William Hammar

Carl William Hammar, född 21 mars 1875 i Ekenäs, död 20 maj 1951 i Åbo, var en finländsk operasångare (bas).
Hammar bedrev sångstudier i bland annat Rom och München samt var 1907–1910 knuten till operascener i Tyskland. Han deltog i grundandet av Finlands nationalopera, där han var engagerad 1911–1930. Åren 1915–1940 var han kantor i Helsingfors norra svenska församling och verkade som lärare vid Helsingfors konservatorium 1917–1931. Han blev director cantus 1925. Åren 1904, 1907, 1909 och 1912 gjorde Hammar 26 skivinspelningar med både finska och svenska sånger.